# Musikalische Akustik
Musikalische Akustik ist ein wissenschaftliches Fach, das sowohl Einzelbereiche der Akustik als auch der Musikwissenschaft umfasst.
Der Fokus des Fachbereiches liegt auf allen Aspekten der Forschung, die den Musiker, das Musikinstrument oder die Musikwahrnehmung betreffen, insbesondere deren Interaktion in der Tonerzeugung, wobei sowohl geistes-, natur- oder formalwissenschaftliche Methoden eingesetzt werden.
Naturwissenschaftler haben die Akustik jeher als Schwingungslehre und Teilbereich der Physik betrachtet. Die Forschung von herausragenden Einzelpersonen wie z. B. Hermann von Helmholtz oder Arthur Benade sammelte sich Ende des 20. Jahrhunderts in einer internationalen „scientific community“ mit einigen Forschungszentren im deutschsprachigen Raum. Es besteht prinzipiell eine Interdisziplinarität durch die Verbindung der musikwissenschaftlichen Forschungsobjekte mit einem oder mehreren der Fächer Physik, Mathematik, Elektrotechnik, Psychologie, Medizin.

## Teilgebiete der Musikalischen Akustik
- Akustik der Blasinstrumente, der Idio- und Membranophone, der Saiteninstrumente, der Stimme des Gesanges und der elektronischen Instrumente
- Psychoakustik und Wahrnehmung von Musik
- Raumakustik, Konzertsaalakustik, Proberaumakustik und virtuelle Akustik
- Instrumentenkunde, Intonation und Stimmungssysteme
- Musikpsychologie und Musikverarbeitung, Musik und Emotionen
- Performance-Analyse, Training und Sensomotorik und Analyse des Musizierens
- Physikalische Akustik: Messtechnik, Elektroakustik, Signalverarbeitung, Mechanik, Materialforschung, Klangentstehung und Schallabstrahlung von Instrumenten
- Physiologische Akustik: Hörphysiologie, Neuroakustik, binaurales Hören, Hörverlust und Hörprothetik
- Digitale Musiktechnologie: Signalverarbeitung, maschinelles Lernen in der Klanganalyse, MIDI und elektronische Musikproduktion, Music Information Retrieval, Algorithmen zur KI-Musikerzeugung
- Akustische Grundlagenforschung der Aufnahmetechnik: Mikrofonierung, Klangbearbeitung, Mehrkanal- und 3D-Audio
- Musikalische Phänomene (z. B. Wiener Klangstil, Phonetik, Virtueller Raumklang)
- Interaktion von Musikern mit der Akustik, Akustik der menschlichen Stimme, Biofeedback-Systeme für Musiker
- Klangfarben- und Feature-Analyse: Spektralanalyse, Fourier-Transformation, Timbre-Charakteristika, auditive Maskierungseffekte

## Forschung und Lehre
Die Musikalische Akustik ist an vielen Universitäten und Hochschulen als Fach in den Studienrichtungen Musikwissenschaft und Physik vertreten. Seit 2003 ist es als wissenschaftliches Fach eines Doktoratsstudiums an der Universität für Musik und darstellende Kunst Wien eingerichtet. Seit 2012 kann der internationale, akkreditierte Studiengang „Music Acoustics“ als Master of Science (M.Sc.) an der Hochschule für Musik Detmold belegt und dort auch in dem Fach promoviert werden. Forschung findet auch an etlichen Musikinstrumentenmuseen und Instrumentenbauschulen statt.
Seit 1988 besteht der Fachausschuss für Musikalische Akustik in der Deutsche Gesellschaft für Akustik e. V. (DEGA)

## Methoden
Als interdisziplinäres Fach bedient sich die Musikalische Akustik einer breiten Palette unterschiedlicher Methoden, z. B. Klanganalysen, Klangsynthesen, Hörtests, Beschleunigungsmessungen, Motion Capturing, Finite-Elemente-Methode, Simulationen, Physical Modeling, Laserinterfereometry und psychophysiologische Messungen wie u. a. Elektromyografie oder Hautwiderstandsmessungen.

## Geschichte
Als eine erste systematische Beschäftigung mit der Akustik gilt die Einführung von Tonsystemen und Stimmungen in der Musik im 3. Jahrtausend v. Chr. in China. Aus der Antike ist die wissenschaftliche Beschäftigung mit der Akustik unter anderem von Pythagoras von Samos (ca. 570–510 v. Chr.) überliefert, der den Zusammenhang von Saitenlänge und Tonhöhe beim Monochord mathematisch analysierte.

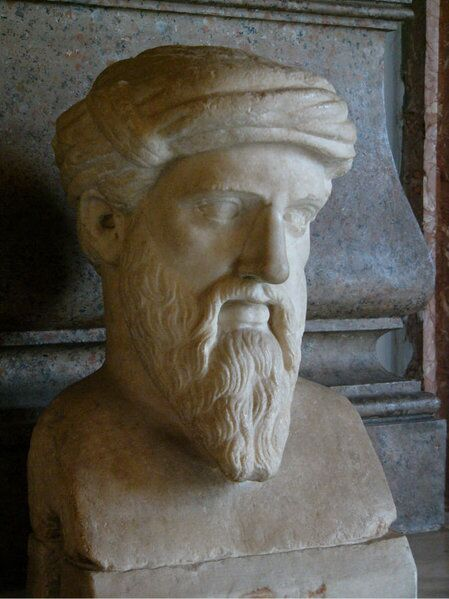
Herme des Pythagoras (um 120 n. Chr.); Kapitolinische Museen, Rom

Chrysippos von Soli (281–208 v. Chr.) erkannte den Wellencharakter von Schall durch einen Vergleich mit Wellen auf der Wasseroberfläche. Leonardo da Vinci erkannte unter anderem, dass Luft als Medium zur Ausbreitung des Schalls erforderlich ist und dass sich Schall mit einer endlichen Geschwindigkeit ausbreitet. Von Marin Mersenne (1588–1648) stammt neben anderen wissenschaftlichen Erkenntnissen zur Natur des Schalls auch die erste Angabe einer experimentell bestimmten Schallgeschwindigkeit. Galileo Galilei beschrieb den für die Akustik wichtigen Zusammenhang zwischen Tonhöhe und Frequenz.
Joseph Sauveur führte die Bezeichnung „Akustik“ für die Lehre vom Schall ein. Ernst Florens Friedrich Chladni gilt als Begründer der modernen experimentellen Akustik; er erfand die Chladnischen Klangfiguren, die Eigenschwingungen von Platten sichtbar machen. Georg Simon Ohm postulierte die Fähigkeit des Gehörs, Klänge in Grundtöne und Harmonische aufzulösen, Hermann von Helmholtz erforschte die Tonempfindung und beschrieb den Helmholtz-Resonator und John William Strutt veröffentlichte die „Theory of Sound“ mit zahlreichen mathematisch begründeten Erkenntnissen, die den Schall, seine Entstehung und Ausbreitung betreffen.
In der zweiten Hälfte des 19. Jahrhunderts wurden erste akustische Mess- und Aufzeichnungsgeräte entwickelt, so der Phonautograph von Édouard-Léon Scott de Martinville und später der Phonograph von Thomas Alva Edison (1847–1931). August Kundt entwickelte das Kundtsche Rohr und setzte es zur Messung des Schallabsorptionsgrades ein. Heinrich Barkhausen erfand das erste Gerät zur Messung der Lautstärke. Seit etwa 1930 erscheinen wissenschaftliche Fachzeitschriften, die sich ausschließlich Themen der Akustik widmen.
Musikalische Akustik wurde von Guido Adler 1885 als eine der Hilfswissenschaften der Musikwissenschaft definiert und wird seitdem als ein Fachbereich der systematischen Musikwissenschaft betrachtet.